# لورا تارانتولا
لورا تارانتولا (فرانسوی: Laura Tarantola‎؛ زادهٔ ۸ ژوئن ۱۹۹۴) قایقران روئینگ زن اهل فرانسه است.